# Jonathan Jennings

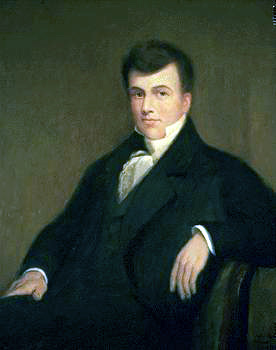
Jonathan Jennings

Jonathan Jennings (* 1784 in Readington, Hunterdon County, New Jersey; † 26. Juli 1834 in Charlestown, Indiana) war ein US-amerikanischer Politiker (Demokratisch-Republikanische Partei) und von 1816 bis 1822 der erste Gouverneur des Bundesstaates Indiana.

## Frühe Jahre
Das genaue Geburtsdatum von Jennings ist unbekannt, die Quellen gehen aber vom Jahr 1784 aus. Er war der Sohn eines presbyterianischen Pastors. 1790 zog die Familie in das Fayette County in Pennsylvania. In Pennsylvania absolvierte er die Grundschule und eine Grammatikschule. 1806 zog Jonathan Jennings nach Jeffersonville im Indiana-Territorium, wo er Jura studierte. Nach dem erfolgreichen Examen und seiner Zulassung als Rechtsanwalt praktizierte er ab 1807 in Vincennes in seinem neuen Beruf. Allerdings scheint sich seine Tätigkeit als Jurist in Grenzen gehalten zu haben, denn schon bald war er Angestellter beim territorialen Parlament. Im Jahr 1808 war Jennings für kurze Zeit im Zeitungswesen tätig. Schließlich zog er 1809 in das Clark County, wo er sich in Charlestown niederließ.

## Politischer Aufstieg
Im Jahr 1809 wurde er als Vertreter des Indiana-Territoriums ins US-Repräsentantenhaus in Washington, D.C. gewählt. Die Wahl war hart umkämpft und vom Thema der Sklaverei beherrscht. Jennings war ein Gegner dieser Institution und schaffte den Wahlsieg gegen Thomas Randolph, einen Schützling von William Henry Harrison, dem früheren Territorialgouverneur. In der Folge waren sowohl Randolph als auch Harrison entschiedene Gegner von Jennings. Zwischen dem 27. November 1809 und dem 11. Dezember 1816 vertrat er das Indiana-Territorium als Delegierter im Kongress. Dort setzte er sich für den Beitritt Indianas zu den Vereinigten Staaten ein, wobei er Wert auf das Verbot der Sklaverei in dem neuen Staat legte. Im Jahr 1816 war er Mitglied und Präsident der verfassungsgebenden Versammlung von Indiana im Vorfeld des nun anstehenden Beitritts zur Union. Damit war Jennings maßgeblich an der Entstehung des Bundesstaates Indiana als sklavenfreier Staat und an dessen Verfassung beteiligt.

## Gouverneur von Indiana
Jennings gewann die ersten Gouverneurswahlen gegen den letzten Territorialgouverneur Thomas Posey. Nach einer erfolgreichen Wiederwahl blieb er bis zum 12. September 1822 im Amt. In dieser Zeit setzte er sich weiterhin gegen die Sklaverei ein und versuchte, den freien schwarzen Mitbürgern mit Hilfe der Gesetzgebung etwas Rechtssicherheit zu verschaffen. Er gründete das Bankensystem des Staates und legte den Grundstein zum Aufbau eines Bildungssystems. Darüber hinaus musste der gesamte Regierungsapparat aufgebaut werden. Im Jahr 1818 schloss er mit drei Indianerstämmen Friedensverträge. Der Aufbau einer Infrastruktur wurde ebenfalls in Angriff genommen. Das hieß in jenen Tagen: vor allem der Ausbau von Straßen und Wasserstraßen. Da das Steueraufkommen zur Finanzierung von geeigneten Maßnahmen nicht ausreichte, wurden Staatsanleihen und staatliche Ländereien verkauft. Ein anderes Problem war die Gründung einer neuen Hauptstadt. Jennings residierte in Corydon, der Hauptstadt des Indiana-Territoriums, aber in seiner Regierungszeit wurde Indianapolis als zukünftige Hauptstadt des Bundesstaates festgelegt. Gegen Ende seiner Amtszeit wurde auch Indiana in den Strudel einer Wirtschaftskrise hineingezogen, die als Panik von 1819 in die Geschichte der USA eingegangen ist.

## Weiterer Lebenslauf
Nachdem Jennings 1822 erneut in den Kongress gewählt worden war, trat er am 12. September 1822 von seinem Amt als Gouverneur zurück. Bis 1831 vertrat er die Interessen seines Staates in Washington. In diesem Jahr verfehlte er die Wiederwahl, was manche Historiker einem zunehmend stärker werdenden Alkoholproblem zuschrieben. Im Jahr 1832 war er noch einmal mit einer Friedensmission mit den Indianern in Nordindiana und Michigan beauftragt. Ansonsten zog er sich auf seine Farm bei Charlestown zurück, wo er am 26. Juli 1834 verstarb. Jennings hatte während seiner ganzen politischen Karriere viele politische Gegner, von denen einer ihn sogar zu einem Duell fordern wollte. Trotzdem hat er den Grundstein für die weitere Entwicklung des Staates Indiana legen können.
Nach ihm ist Jennings County in Indiana benannt.